# Comptes rendus de l'Académie des sciences
Comptes rendus de l'Académie des sciences, des del 2002 anomenada només Comptes rendus, és una revista científica publicada per l'Académie des sciences de França. Permet als investigadors donar a conèixer ràpidament el seu treball a la comunitat científica internacional, ja que es publica setmanalment. S'hi publiquen articles curts, anuncis de nous resultats importants, també treballs més desenvolupats, actes de congressos i qüestions de temàtiques diferents. Malgrat el seu nom (comptes rendus = actes) els articles de Comptes rendus no reflecteixen necessàriament les postures o opinions de l'Académie des sciences.

## Història
El físic Francesc Aragó (1786-1853) el 1835 des de la seva posició de secrétaire perpétuel de l'Académie des sciences, a la qual accedí el 1830 creà la revista Comptes rendus hebdomadaires des séances de l'Académie des sciences. L'objectiu d'Aragó era que la informació científica circulàs ràpidament, per la qual cosa Comptes rendus començà a publicar-se setmanalment (hebdomadaire = setmanal) amb només 40 pàgines.
De 1966 à 1980, la revista estava dividida en cinc seccions publicades per l'editorial Gauthier-Villars :
- Comptes rendus hebdomadaires des séances de l'Académie des sciences. Série A, Sciences mathématiques ISSN 0997-4482
- Comptes rendus hebdomadaires des séances de l'Académie des sciences. Série B, Sciences physiques ISSN 0302-8437
- Comptes rendus hebdomadaires des séances de l'Académie des sciences. Série C, Sciences chimiques ISSN 0567-6541
- Comptes rendus hebdomadaires des séances de l'Académie des sciences. Série D, Sciences naturelles ISSN 0567-655x
- Comptes rendus hebdomadaires des séances de l'Académie des sciences. Supplément, Vie académique ISSN 0151-0525

Les sèries A i B es publicaven en un mateix volum, excepte el 1974.
Del 1980 al 2001 passà a anomenar-se Comptes rendus de l'Académie des sciences (abreviatura C. R. Acad. Sci.) i algunes de les cinc sèries se subdividiren:
- Comptes rendus de l'Académie des sciences. Série I, Mathématique ISSN 0764-4442[3]
- Comptes rendus de l'Académie des sciences. Série IIa, Sciences de la terre et des planètes ISSN 1251-8050[4]
- Comptes rendus de l'Académie des sciences. Série IIb, Mécanique, physique, chimie, astronomie, publicat de 1980 a 1998 ISSN 1251-8069[5]
- Comptes rendus de l'Académie des sciences. Série IIb, Mécanique, physique, astronomie, publicat de 1998 a 2000 ISSN 1287-4620[6]
- Comptes rendus de l'Académie des sciences. Série IIb, Mécanique, publicat de 2000 a 2001 ISSN 1620-7742[7]
- Comptes rendus de l'Académie des sciences. Série IIc, Chimie, publicat de 1998 a 2001 ISSN 1387-1609[8]
- Comptes rendus de l'Académie des sciences. Série III, Sciences de la vie ISSN 0764-4469[9]
- Comptes rendus de l'Académie des sciences. Série IV, Physique, astrophysique, publicat de 2000 a 2001 ISSN 1296-2147[10]

Des del 2002, la revista passà a nomenar-se només Comptes rendus més la matèria de què tracta cada sèrie (abreviatures C. R. Mathématiques; C. R. Mécanique…). Es publica dividida en set sèries temàtiques diferents per l'editorial Elsevier Science:
- Comptes rendus Mathématiques -
- Comptes rendus Mécanique -
- Comptes rendus Physique -
- Comptes rendus Géoscience - (ciències de la Terra)
- Comptes rendus Palevol (paleontologia i teoria de l'evolució) -
- Comptes rendus Chimie -
- Comptes rendus Biologie -